# Lam Akol
Lam Akol Ajawin (1950) és un polític i militar sudanès, d'ètnia shilluk però emparentat amb nuers.
Fou enginyer químic per la universitat de Khartum (amb doctorat de filosofia per la universitat de Londres), i mestre a la mateixa universitat. Després del 1983 va entrar en contacte amb John Garang i el Moviment d'Alliberament del Poble Sudanès (SPLM), contactes que van restar secrets fins finals del 1985 quan fou detingut i en ser alliberat va haver de fugir a Etiòpia (1986) d'eon va passar al sud de Sudan.
L'11 de desembre de 1989 va encapçalar la delegació del SPLM/SPLA a les converses de pau de Nairobi, assistit per Mansour Khalid, Elijah Maluk, Patrick Ayiteng, John Luk, Marial Benjamin, Daniel Kodi, Muhammad Said Bazarah, Joseph Akuot Wet, Yasir Said Arman i Zamba Duku.
El 28 d'agost de 1991 va donar suport a Riek Machar en l'intent de substituir el lideratge de Garang a la ciutat de Nasir. Va fugir a Nairobi i fou membre fundador del SPLA-Nasir que el 1993 va esdevenir Moviment d'Independència del Sud de Sudan (SSIM). Una petita facció va subsistir agafant en nom de SPLA-United, i Lam Akol va abandonar el SSIM el febrer de 1994 (no acceptava el lideratge de Machar) i poc després va integrar formalment a la SPLM/SPLA-United on va arribar a comandant en cap operant al Gran Nil Superior.
El 1996 va negociar un acord paral·lel al de Riek Machar amb el govern, i després del 21 d'abril de 1997 en què es va signar l'acord de pau de Khartum, va signar l'Acord de pau de Fashoda (20 de setembre de 1997). Després d'això fou nomenat ministre de transports.
Després del Protocol de Machakos, el 20 de juliol de 2002, les faccions del sud estaven dividides en dos grups: el SPLM/SSDF (de Garang i Machar que s'havien unit el 6 de gener de 2002) i les que integraven el United Democratic Salvation Front. A l'octubre del 2002 Akol va dimitir com a ministre, i va participar en la fundació d'un partit estatal sudanès que demanava el dret d'autodeterminació del sud i propugnava el sistema democràtic (Partit de la Justícia), però el setembre del 2003 va anunciar que retornava a les files del SPLM/SPLA. El 2004 les seves forces a l'àrea de Malakal, ciutats de Fashoda i Tonga, es van enfrontar a les milícies shilluk de la zona dirigides per Awad Jago.
El setembre del 2005, quan es va formar el govern d'unitat nacional després de la mort de John Garang, va ser nomenat ministre d'afers exteriors de Sudan. Quan el SPLM/SSDF va sortir del govern l'octubre de 2007 va exigir per tornar a entrar la destitució d'Akol del seu càrrec ministerial per considerar-lo massa proper al règim; el 17 d'octubre Akol fou substituït per Deng Alor, i nomenat ministre d'afers del gabinet (càrrec que abans ocupava Alor, membre també del SPLM); al mateix temps va nomenar també ministre de comerç exterior a Mansur Khalid (membre igualment del SPLM). Mentre fou ministre d'exteriors va nomenar ambaixadors al seu germà gran Moses Akol i al seu cosí Sammuel Odat i va preparar una llista de 60 nous nomenaments en la que set eren parents propers (John Simon Yor, John Samuel Bwogo, Nyathjwok Shawish, Emmanuel Ajawin, John Opiti, Emmanuel Moses Aban i Kimo Othwonh Dak).
El marc del 2008 quan viatjava per l'estat d'Alt Nil cap a la capital Malakal, el seu comboi fou atacat i alguns membres del grup foren morts, però Akol en va sortir en vida. El 2009 va formar el Moviment Popular d'Alliberament del Sudan-Canvi Democràtic i va participar en les eleccions de l'abril del 2010 al Sudan, on va obtenir dos escons.